# 田澤純一
- 田沢純一

田澤 純一（たざわ じゅんいち、1986年6月6日 - ）は、神奈川県横浜市神奈川区出身の社会人野球選手、元プロ野球選手（投手）。右投右打。愛称はタズ。社会人野球のENEOS所属。
新聞などのメディアの一部では、田沢 純一と常用漢字表記に置き換えられることがある。
日本のプロ野球を経由せずにアマチュアFAとしてメジャーリーグベースボール（以下：MLB）球団と契約し、マイナー契約を経ずにメジャー契約を結んだ初の日本人選手（後述）。

## 経歴

### プロ入り前
小学3年から少年野球チーム「三ツ沢ライオンズ」で野球を始め、横浜市立松本中学校の軟式野球部では2年時の横浜市大会ベスト16が最高成績。
横浜商科大学高等学校では1年夏からベンチ入り。2年次には背番号10で夏の甲子園に出場するも登板はなかった。3年夏はエースで神奈川県予選でベスト4入りするが、準決勝で涌井秀章を擁する横浜高等学校に3-16で敗れた。
高校卒業後は新日本石油に入社。主にリリーフを務め、入社2年目の2006年には第33回社会人野球日本選手権大会でベスト4進出の原動力となる。ドラフト指名解禁年の2007年には複数の球団が大学・社会人ドラフトの1巡目（希望枠）候補として検討していたが、リリーフ失敗など前年に比べると精彩を欠いたこと、また秋から挑戦した先発転向も結果が残せなかったことなどから残留を表明。
2008年はJABA東京スポニチ大会準々決勝（対JFE東日本戦）で5連続・6連続を含む大会新記録の18奪三振。同年夏の第79回都市対抗野球大会では全5試合に登板して1完封を含む4勝を挙げ、投球回数28回1/3で4失点、奪三振36・防御率1.27という成績で大会MVPに当たる橋戸賞を受賞した。

#### 田澤問題
2008年9月11日、記者会見でMLB挑戦の意思を表明。同時に日本プロ野球（NPB）の12球団宛にドラフト指名を見送るよう求める文書を送付した。日本球団からのドラフト上位指名が確実視される選手が日本球界入りを拒否しメジャーリーグ挑戦を表明したことは「田澤問題」として日本プロ野球のドラフト制度に問題を提起した。
従来、NPB/MLB間には、互いの国のドラフト候補選手とは交渉しないという紳士協定があったが、田澤のようにアマチュア選手本人がメジャー挑戦を希望しているにもかかわらず、これを阻害することは職業選択の自由に反するため、この例外となった。一方で、日本球界側からは田澤に続いて有力アマチュア選手が直接、MLBに行くようになることで、ドラフト制度の崩壊を懸念する声も挙がった。
この結果、日本のプロ野球のドラフト指名を拒否して、海外のプロ野球球団（MLBとその傘下に限らずアメリカなどの独立リーグや、台湾・韓国・中米諸国などのプロ野球リーグも含む）と契約した選手は、海外球団を退団した後も一定期間（大卒・社会人は2年間、高卒選手は3年間）は、NPB所属球団と契約できないとする12球団の申し合わせ事項（いわゆる田沢ルール）が設けられた。
2020年9月7日、日本プロ野球選手会が日本野球機構（NPB）側に申し合わせ事項の撤廃を要望したことに加え、選手の育成環境が変化していることから、NPBは臨時代表者会議において、申し合わせ事項の廃止と、それに代わる新たなルールも作らないことを決定した。これにより、10月26日のドラフト会議で、田澤も指名対象となった。しかし、どの球団も田澤を指名しなかった。11月5日、公正取引委員会はNPBの申し合わせ事項について、独占禁止法に違反する疑いがあると発表した。なお、前述の通り、同年9月に申し合わせ事項を廃止したことから、NPBへの処分は行わずに調査を終了した。

### プロ入りとレッドソックス時代
2008年12月4日にボストン・レッドソックスと3年総額400万ドル（約3億8000万円）でメジャー契約を結んだ。日本のプロ野球を経由せずにアマチュアFAとしてMLB球団と契約し、MLBにまで昇格した日本人選手としてはマック鈴木と多田野数人に続いて3人目、中でもマイナー契約を経ずにメジャー契約を結んだ初の日本人選手となった。
（日付は全て現地時間）
2009年はメジャーのスプリングトレーニングに合流。5試合で9回1失点と好投を続けていたが、当初の育成方針通りに進まず、3月22日にはマイナー行きが告げられた。AA級ポートランド・シードッグスでは開幕投手を務め、18試合に登板して9勝5敗、防御率2.57、WHIP1.08の好成績を残した。7月、AA級東地区のオールスター戦にファン投票で選出。また、同年のオールスターフューチャーズゲームの世界選抜にも選出された。オールスターフューチャーズゲームでは先発投手を務める予定だったが、雨天で試合開始が大幅に遅れたため球団の指示で登板回避となった。7月27日にAAA級ポータケット・レッドソックスに昇格し、2試合の登板で0勝2敗、防御率2.38、WHIP0.71の成績を残した。

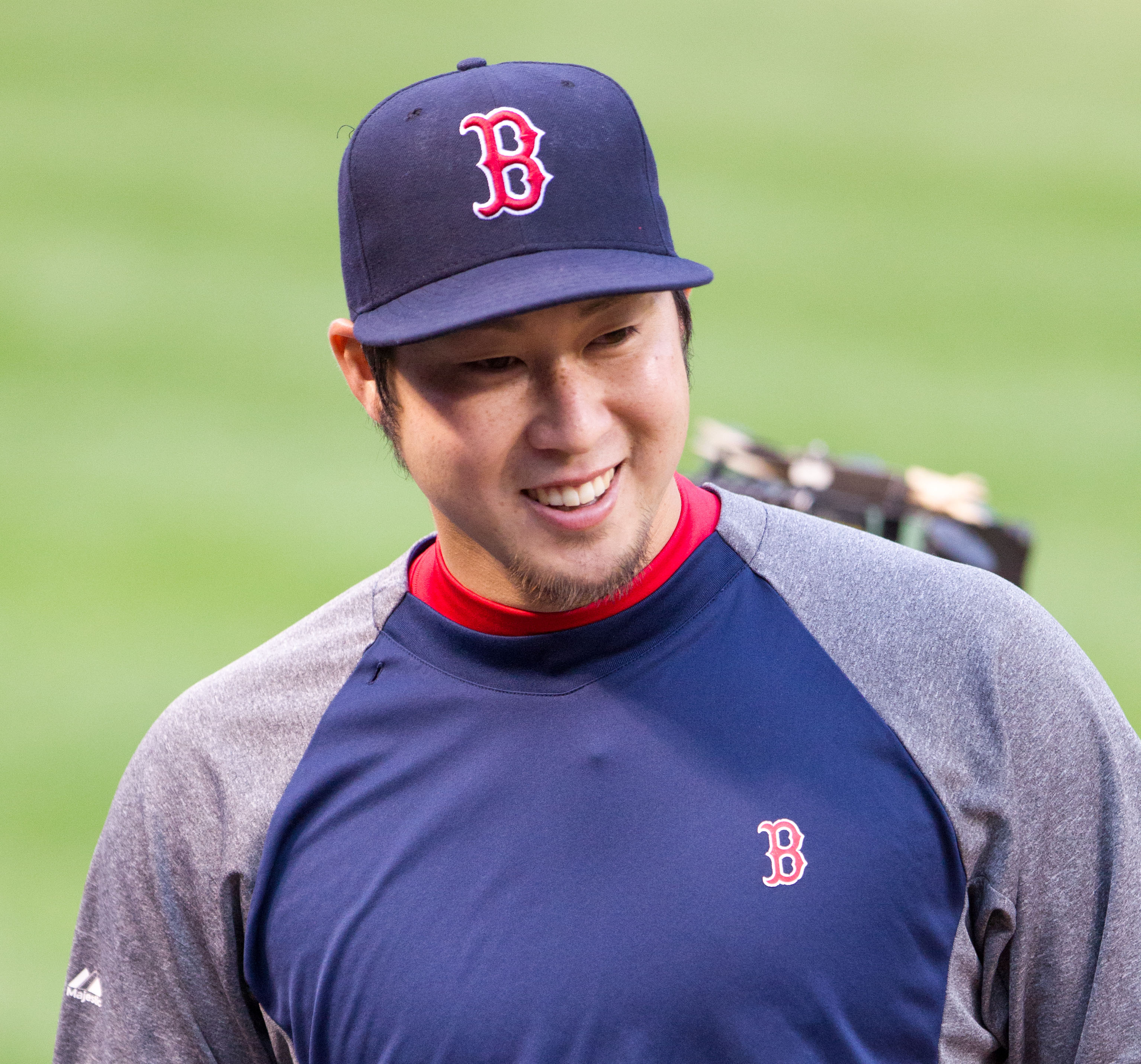
レッドソックス時代（2012年）

8月7日にメジャー初昇格。同日のニューヨーク・ヤンキース戦、延長14回0-0の場面でブルペンに残っていた最後の投手（8番手）としてMLB初登板。最初に対戦した松井秀喜は中直に打ち取ったが、15回にアレックス・ロドリゲスにサヨナラ本塁打を打たれ敗戦投手となった。松坂大輔ら先発投手に故障者が相次いでいたこともあり、同月11日のデトロイト・タイガース戦でMLB初先発。5回4安打3失点（自責1）に抑えてMLB初勝利を挙げ、23歳66日での先発勝利は日本人メジャーリーガー最年少記録となった。同月22日にはヤンキース戦に先発し、6回無失点で2勝目を挙げた。しかし、MLB4度目の先発となった27日のシカゴ・ホワイトソックス戦で9失点と打ち込まれ、30日にロースター枠の都合でマイナー降格。9月1日にセプテンバー・コールアップで再昇格したが、4日のホワイトソックス戦でリリーフ登板した際に股関節を痛め、60日故障者リストに掲載されてシーズンを終えた。シーズン通算で登板6試合（うち先発が4）、2勝3敗で防御率7.46、WHIP2.05という成績であった。

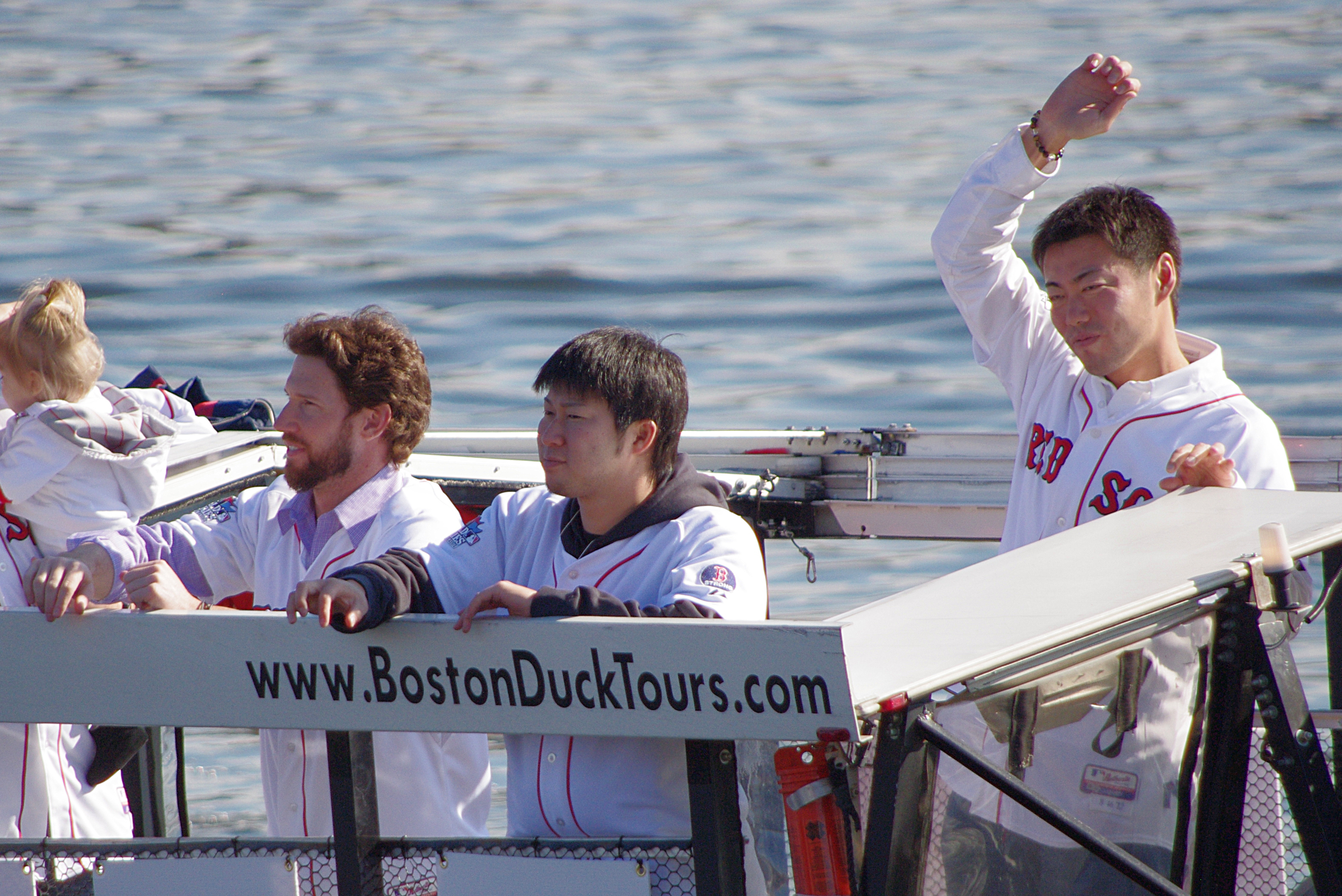
ボストンでの優勝パレードでダックボートに乗って手を振る上原、田澤、クレイグ・ブレスロウ。（2013年11月2日）

2010年は開幕メジャー入りを目指すも、スプリングトレーニングでは1イニング3本塁打を打たれるなど結果を残せず。前年から抱えていた右肘の違和感を訴え、精密検査を受けた結果、右肘の靭帯損傷が見つかりトミー・ジョン手術を受けることになった。4月6日に手術を受け、8月に軽いキャッチボールを再開。その後もリハビリのためシーズン全休となった。
2011年2月に術後はじめてブルペンで全力投球を行う。3月には東日本大震災を受けてチームメイトの松坂大輔、岡島秀樹、正田樹と義援金を募った。5月20日にA+級セイラム・レッドソックスで実戦復帰。A+級セイラムでは6試合に登板し0勝1敗、防御率6.05、WHIP1.34ながら、球速は92mph（約148km/h）を計測するまでの回復を見せ、6月にAA級ポートランドに昇格。AA級ポートランドでは6試合のリリーフ登板を含む8試合の登板で3勝2敗・防御率4.70・WHIP1.17の成績を残し、8月8日にAAA級ポータケットに昇格。AAA級ポータケットではリリーフとして8試合に登板し1勝1敗・防御率2.51・WHIP1.19の成績を残し、ポストシーズンでは岡島秀樹との継投もあった。セプテンバーコールアップにともない、9月13日に2年ぶりにメジャー昇格。同月14日のトロント・ブルージェイズ戦でリリーフ登板し1回1失点だったが、球速は93mph（約150km/h）と復活を印象づけた。
2012年3月9日に年俸92万ドルの1年契約でレッドソックスと契約更新した。MLB4年目で初の開幕ロースター入りを目指したが、スプリングトレーニングでは5試合の登板で7回を投げ防御率3.86、WHIP1.29と結果を残せず、3月23日にAAA級ポータケットへ降格してマイナーで開幕を迎える。開幕後は4試合の登板で1セーブ、防御率0.00、WHIP1.00の成績を残し、4月18日にMLB昇格。26日のシカゴ・ホワイトソックス戦では7回から2番手として登板し、3回無失点でMLB初セーブを記録。4月は5試合に登板して無失点だったが、5月1日にAAA級ポータケットへ降格。監督のボビー・バレンタインは「ケビン・ユーキリスが腰痛を再発させ、野手が必要になった。田澤の投球が悪かったのではなく（契約上）マイナーに送れる数少ない選手だった」と降格の理由を語った。7月15日に再昇格し、15試合の登板で防御率1.80、WHIP1.40の好投を続けていたが、デビッド・オルティーズが故障から復帰したことに伴い、8月24日に再降格したが、エイドリアン・ゴンザレスらのトレードに伴い、翌日再昇格。再昇格後も17試合の登板で防御率1.53、WHIP0.45と好投を続け、1四球当たりの三振数は40イニング以上投げた投手でメジャー最高の9.00を記録。監督のバレンタインは「考えられないほど良くなった」と語り、チームメイトの松坂大輔からも「今の純一ならWBCでクローザーができる」と絶賛された。9月23日のボルチモア・オリオールズ戦では3年ぶりの白星を挙げ、10月4日のシーズン最終登板後には本人が「思った以上にいいシーズンだった」と振り返った。
2013年は、右腕･上原浩治、左腕･クレイグ・ブレスロウと共にブルペンの軸としてチームに貢献した。当初抑えに予定していたジョエル・ハンラハンがケガで離脱し、代役のアンドリュー・ベイリーも乱調で結果を残せず、ベイリーが負傷した5月7日から田澤が一時的に抑えに指名された。しかし5月はチームに負けが多く、5月末に抑えに復帰したベイリーも不調であり、6月7日のテキサス・レンジャーズ戦では、上原までもが走者一掃の二塁打を打たれると、”レッドソックスに救援陣は居ない”と批評された。6月20日からは上原が抑えに選ばれたが、この時には得点圏被打率.088と勝負強い結果を残していた田澤を再度抑えに指名するべきだという記事やアンケート結果が出された。しかし上原が抑えとしての能力を証明し始めると、田澤は勝負どころのセットアッパーとして起用され、試合の終盤において「8回・田澤/ブレスロウ、9回・上原」の継投パターンが確立、後半戦とポストシーズンにおいて、”圧倒的”と称されたレッドソックスの救援陣の一角を占めた。このシーズンは、自己最多の71試合（リーグ10位タイ）に登板し、開幕から閉幕まで一度もメジャーから離脱しなかった。ポストシーズンでも、13試合の登板で1勝、防御率1.23と好投し、自身初のワールドシリーズ優勝を経験した。
2014年1月17日にレッドソックスと1年契約に合意した。この年は前年同様71試合に登板。防御率、WHIPはともに前年より改善した。
2015年8月7日に上原が怪我で戦線離脱した後、代役の抑えとして6試合に登板した間は防御率7.50と苦手意識を露呈し、抑えの任務から外された。シーズン通じてややピリッとしない投球が目立った。最終的には、日本人メジャーリーガー史上5人目の3年連続60試合登板以上となる61試合に投げたが、疲労休養の名目で9月半ばにシーズンを終えた。最終成績は防御率4.14・2勝7敗3セーブ・WHIP1.33というものだった。
2016年9月16日のヤンキース戦で日本人投手5人目となる通算300試合登板を達成した。ここ4シーズンでは最少の53試合に登板し、防御率4.17・FIPも4.23という今ひとつの数字だった。収穫としては、MLBでコンスタントに投げるようになってからでは自己最高の奪三振率9.8を記録したことがある。オフの11月3日にFAとなった。チームは地区優勝でプレーオフに進出したものの、ディビジョンシリーズではロースターに登録されず、出場機会が与えられなかった。

### マーリンズ時代
2016年12月16日、マイアミ・マーリンズと2年総額1200万ドルで契約した。

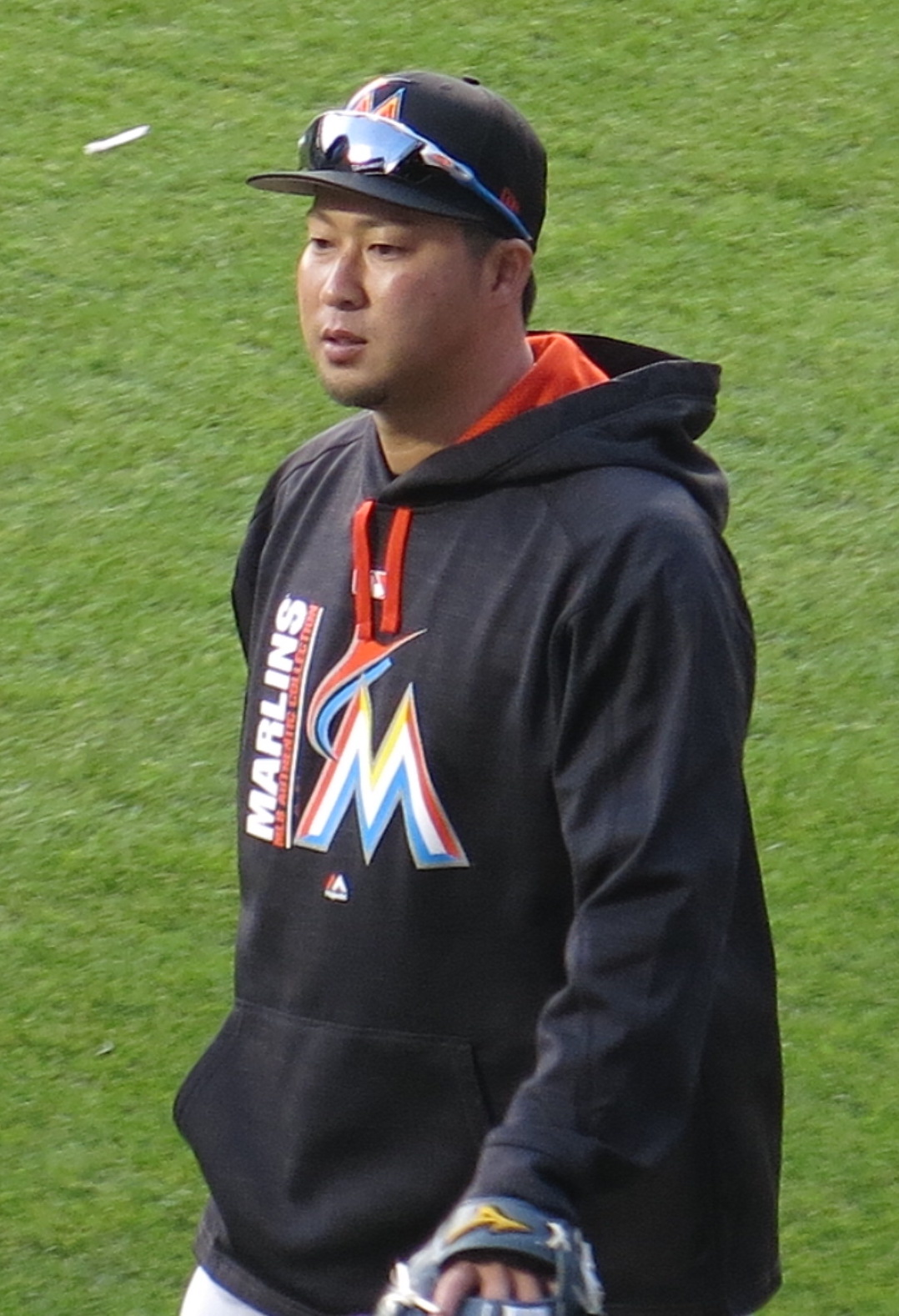
2017年4月9日

2017年はスプリングトレーニングでは登板した7試合全てで無失点と好調を維持してシーズンを迎えたが、肋軟骨の炎症により故障者リスト入りするなどシーズンを通しては働くことができず、55試合に登板し3勝5敗9ホールド、防御率5.69であった。
2018年も22試合に登板し1勝1敗2ホールド、防御率9.00と不調で、5月17日にDFAとなり、21日にFAとなった。

### タイガース傘下時代
2018年6月4日にデトロイト・タイガースとマイナー契約で合意、3Aのトレド・マッドヘンズで調整後に昇格する見通しと報道された。3Aで7試合に登板して0勝1敗、防御率9.39と結果を残すことができず、7月9日に契約を解除された。

### エンゼルス時代
2018年7月14日にロサンゼルス・エンゼルスとマイナー契約で合意した。9月1日にメジャー契約を結び、昇格した。9試合に登板し、被安打7、3失点（自責2）、防御率2.25と右肩上がりでシーズンを締めくくった。

### カブス傘下時代
2019年1月26日にシカゴ・カブスとマイナー契約を結んだ。オープン戦で6試合に登板し5回2/3、2被安打無失点9奪三振、防御率0.00と結果を残していたが、3月23日に契約を解除された。しかし、3月26日に再びマイナー契約を結び、メジャー昇格した場合は年俸として90万ドルが支払われる。5月12日からカブス傘下AAA級であるアイオワ・カブスに所属するも、19試合で防御率4.00と振るわず、7月11日にFAとなった。
契約解除された後はロサンゼルス近郊に滞在し、公園で地元住人に混ざってキャッチボールをしていたという。

### レッズ傘下時代
2019年8月11日、約1か月のブランクを経て、シンシナティ・レッズとマイナー契約を結んだ。シーズン終盤には3Aで2試合に登板し得点を許さず、3回、0勝0敗、防御率0.00、WHIP0.67の成績を残したが、メジャー昇格はならなかった。
2020年3月11日に契約を解除された。

### BCリーグ・埼玉時代
2020年7月13日に記者会見が行われ、ルートインBCリーグの埼玉武蔵ヒートベアーズへの入団が発表された。また、9月7日には日本野球機構は長年にわたって議論されていた田澤ルールの撤廃を決定した。これにより、同年のドラフト会議で指名されればNPB入りが可能となったものの、指名はかからなかった。リーグでは新型コロナウィルス対策により対戦カードが同一地区限定となり、埼玉の対戦相手は神奈川フューチャードリームス・栃木ゴールデンブレーブス・茨城アストロプラネッツの3球団のみで、そのうち同一ブロックとされた神奈川が全試合の2/3となった。初登板から3試合は無失点で抑え8月8日には独立移籍初勝利を挙げたが、日本のボールやマウンドの固さの違いに苦労し3試合連続で失点し、9月入って再び3試合無失点に抑えたが好調が続かずその後4試合に登板し自責点4と苦しんだ。10月は3試合に登板し全て無失点で抑えリーグ戦を終えた。日本での野球に四苦八苦しながらも全登板1イニングを最後まで投げきり速球はコンスタントに球速150キロ超えを計測し、16試合の登板で2勝0敗、12奪三振、防御率3.94を記録した。

### 台湾・味全時代
2020年12月26日、埼玉武蔵の退団及び、中華職業棒球大聯盟（CPBL）の味全ドラゴンズとの契約が発表された。田澤は台湾でよく知られており、「11年間にメジャーリーグで2800万米ドル以上を稼いだ助っ人は、台湾のプロ野球界では非常にまれであり、給与は台湾に来ることを選択する主な理由ではない」と、トップスターとしてマスコミに紹介された。「彼の年齢にもかかわらず、速球の速度は依然として154km/h、平均して約147km/hに達することができる。クローザーとして起用する可能性が最も高い」と監督の葉君璋は語った。
2021年は3月17日の中信兄弟戦で4点リードの9回から登板し、1回無失点でCPBL初登板を果たした。再加入した味全にとっては1999年10月20日以来22年ぶり、7819日ぶりの勝利だった。同月23日の楽天モンキーズ戦ではCPBL初セーブを記録した。チームはCPBLに復帰した新しいチームであるため、多くの若い選手の守備は安定しておらず、防御率は3点台後半と抑えとしては高かったものの、リーグ2位となる30セーブを記録するなど、一定の結果は残した。監督によると、出場回数はリーグ最多だが、体調は常に万全で、他のチームにいれば最多セーブを獲得していたかもしれないとのこと。また、監督も残留を期待しており、若い選手は入団時に田澤の背番号を選ばず、翌年も田澤が残ってくれることを期待し、台湾での人気は非常に高い。また、田澤自身も台湾での日々を楽しんでおり、翌年は台湾での再契約を希望していたが、オフに外国人枠の関係で退団となった。

### メキシコ・ドゥランゴ時代
2022年5月5日、リーガ・メヒカーナ・デ・ベイスボル（LMB）のドゥランゴ・ジェネラルズとの契約が発表された。同月14日のレオン・ブラボーズ戦で2点ビハインドの9回から登板し、1回無失点でLMB初登板を果たした。同月15日のレオン・ブラボーズ戦ではLMB初セーブを記録した。救援で13試合に登板し、2勝3セーブを記録したものの、防御率は14.92と芳しくなく、シーズン途中の6月22日に戦力外となり、退団している。

### ENEOS復帰
2022年9月7日、古巣であるENEOS野球部への復帰が発表された。復帰後は公式戦3試合に登板したが、第47回社会人野球日本選手権大会での登板はなかった。
2023年8月9日、9月23日から開催の第19回アジア競技大会の野球競技に出場する侍ジャパン社会人代表メンバーに選出された。3位決定戦で6回から登板し、1回無失点で銅メダル獲得に貢献した。
2024年2月2日、研修を経て学生野球資格を回復した。

## 人物
メジャーリーグでは、新人投手がブルペンにお菓子を用意する習慣があり、田澤がハイチュウを用意すると好評だった。それがアメリカでのハイチュウの知名度向上に繋がった。

## 投球スタイル
高めのスリークォーターで投げ、腕の振りが非常に速い。クイックが非常に速く、0.99～0.97秒を記録する。社会人野球時代に、既に球速が156km/hを計測した目玉選手であった。
平均球速約93mph（約150km/h）、最速97mph（約156.1 km/h）のフォーシーム、カーブ、スライダー、フォークボールが持ち球としている。社会人時代はカーブが高く評価されている。リリーフ転向後は、ほぼフォーシームとフォークボールを中心に組み立てている（投球の8割超を占める）。

## 詳細情報

### 年度別投手成績
| 年 度     | 球 団     | 登 板 | 先 発 | 完 投 | 完 封 | 無 四 球 | 勝 利 | 敗 戦 | セ 丨 ブ | ホ 丨 ル ド | 勝 率 | 打 者 | 投 球 回 | 被 安 打 | 被 本 塁 打 | 与 四 球 | 敬 遠 | 与 死 球 | 奪 三 振 | 暴 投 | ボ 丨 ク | 失 点 | 自 責 点 | 防 御 率 | W H I P |
| --------- | --------- | ----- | ----- | ----- | ----- | -------- | ----- | ----- | -------- | ----------- | ----- | ----- | -------- | -------- | ----------- | -------- | ----- | -------- | -------- | ----- | -------- | ----- | -------- | -------- | ------- |
| 2009      | BOS       | 6     | 4     | 0     | 0     | 0        | 2     | 3     | 0        | 0           | .400  | 130   | 25.1     | 43       | 4           | 9        | 0     | 3        | 13       | 0     | 0        | 23    | 21       | 7.46     | 2.05    |
| 2011      | BOS       | 3     | 0     | 0     | 0     | 0        | 0     | 0     | 0        | 0           | ---   | 13    | 3.0      | 3        | 1           | 1        | 0     | 0        | 4        | 0     | 0        | 2     | 2        | 6.00     | 1.33    |
| 2012      | BOS       | 37    | 0     | 0     | 0     | 0        | 1     | 1     | 1        | 5           | .500  | 172   | 44.0     | 37       | 1           | 5        | 0     | 2        | 45       | 0     | 0        | 7     | 7        | 1.43     | 0.96    |
| 2013      | BOS       | 71    | 0     | 0     | 0     | 0        | 5     | 4     | 0        | 25          | .556  | 284   | 68.1     | 70       | 9           | 12       | 1     | 1        | 72       | 3     | 1        | 25    | 24       | 3.16     | 1.20    |
| 2014      | BOS       | 71    | 0     | 0     | 0     | 0        | 4     | 3     | 0        | 16          | .571  | 261   | 63.0     | 58       | 5           | 17       | 1     | 0        | 64       | 5     | 0        | 23    | 20       | 2.86     | 1.19    |
| 2015      | BOS       | 61    | 0     | 0     | 0     | 0        | 2     | 7     | 3        | 16          | .222  | 247   | 58.2     | 65       | 5           | 13       | 1     | 1        | 56       | 9     | 1        | 28    | 27       | 4.14     | 1.33    |
| 2016      | BOS       | 53    | 0     | 0     | 0     | 0        | 3     | 2     | 0        | 16          | .600  | 208   | 49.2     | 47       | 9           | 14       | 1     | 1        | 54       | 4     | 0        | 23    | 23       | 4.17     | 1.23    |
| 2017      | MIA       | 55    | 0     | 0     | 0     | 0        | 3     | 5     | 0        | 9           | .375  | 238   | 55.1     | 55       | 8           | 22       | 4     | 2        | 38       | 2     | 0        | 35    | 35       | 5.69     | 1.39    |
| 2018      | MIA       | 22    | 0     | 0     | 0     | 0        | 1     | 1     | 0        | 2           | .500  | 99    | 20.0     | 28       | 6           | 13       | 3     | 0        | 24       | 0     | 0        | 21    | 20       | 9.00     | 2.05    |
| 2018      | LAA       | 9     | 0     | 0     | 0     | 0        | 0     | 0     | 0        | 0           | ----  | 35    | 8.0      | 7        | 1           | 3        | 0     | 0        | 4        | 1     | 0        | 3     | 2        | 2.25     | 1.25    |
| '18計     | LAA       | 31    | 0     | 0     | 0     | 0        | 1     | 1     | 0        | 2           | .500  | 134   | 28.0     | 35       | 7           | 16       | 3     | 0        | 28       | 1     | 0        | 24    | 22       | 7.07     | 1.82    |
| 2021      | 味全      | 58    | 0     | 0     | 0     | 0        | 4     | 4     | 30       | 7           | .500  | 256   | 60.2     | 67       | 2           | 14       | 3     | 3        | 36       | 4     | 0        | 26    | 24       | 3.56     | 1.34    |
| MLB：9年  | MLB：9年  | 388   | 4     | 0     | 0     | 0        | 21    | 26    | 4        | 89          | .447  | 1687  | 395.1    | 413      | 49          | 109      | 11    | 10       | 374      | 24    | 2        | 190   | 181      | 4.12     | 1.32    |
| CPBL：1年 | CPBL：1年 | 58    | 0     | 0     | 0     | 0        | 4     | 4     | 30       | 7           | .500  | 256   | 60.2     | 67       | 2           | 14       | 3     | 3        | 36       | 4     | 0        | 26    | 24       | 3.56     | 1.34    |

- 2021年度シーズン終了時

### 独立リーグでの投手成績
| 年 度     | 球 団     | 登 板 | 先 発 | 完 投 | 完 封 | 無 四 球 | 勝 利 | 敗 戦 | セ 丨 ブ | ホ 丨 ル ド | 勝 率 | 打 者 | 投 球 回 | 被 安 打 | 被 本 塁 打 | 与 四 球 | 敬 遠 | 与 死 球 | 奪 三 振 | 暴 投 | ボ 丨 ク | 失 点 | 自 責 点 | 防 御 率 | W H I P |
| --------- | --------- | ----- | ----- | ----- | ----- | -------- | ----- | ----- | -------- | ----------- | ----- | ----- | -------- | -------- | ----------- | -------- | ----- | -------- | -------- | ----- | -------- | ----- | -------- | -------- | ------- |
| 2020      | 埼玉      | 16    | 0     | 0     | 0     | 0        | 2     | 0     | 0        | -           | 1.000 | 68    | 16.0     | 14       | 1           | 4        | -     | 1        | 12       | 3     | 0        | 8     | 7        | 3.94     | 1.13    |
| 通算：1年 | 通算：1年 | 16    | 0     | 0     | 0     | 0        | 2     | 0     | 0        | -           | 1.000 | 68    | 16.0     | 14       | 1           | 4        | -     | 1        | 12       | 3     | 0        | 8     | 7        | 3.94     | 1.13    |

- 2020年度シーズン終了時

### 表彰
JABA
- 第79回都市対抗野球大会橋戸賞（2008年）
- 社会人ベストナイン（2008年）

### 記録
MLB初記録
- 初登板：2009年8月7日、対ニューヨーク・ヤンキース10回戦（ヤンキー・スタジアム）、14回裏に8番手で救援登板、1回2/3を2失点で敗戦投手
- 初奪三振：同上、14回裏にメルキー・カブレラから空振り三振
- 初先発・初勝利：2009年8月11日、対デトロイト・タイガース4回戦（フェンウェイ・パーク）、5回3失点
- 初セーブ：2012年4月26日、対シカゴ・ホワイトソックス1回戦（USセルラー・フィールド）、7回裏に2番手で救援登板・完了、3回無失点
- 初ホールド：2012年9月4日、対シアトル・マリナーズ8回戦（セーフコ・フィールド）、7回裏一死に3番手で救援登板、2/3回無失点

CPBL初記録
- 初登板：2021年3月17日、対中信兄弟1回戦（台中インターコンチネンタル野球場）、9回裏に5番手で救援登板・完了、1回無失点
- 初セーブ：2021年3月23日、対楽天モンキーズ1回戦（桃園国際野球場）、9回裏に6番手で救援登板・完了、1回無失点
- 初奪三振：同上、9回裏に林承飛から空振り三振

### 背番号
- 63（2008年 - 2012年）
- 36（2013年 - 2016年、2020年、2022年9月7日 - ）
- 25（2017年 - 2018年5月）
- 47（2018年9月 - 同年終了）
- 95（2021年）
- 3（2022年 - 同年途中）

### 代表歴
- 2007 IBAFワールドカップ 日本代表
- 2023年アジア競技大会 日本代表